# Ramaz Charsjiladze
Ramaz Charsjiladze, född den 16 januari 1951 i Natsargora, Georgien, död 11 september 2017, var en sovjetisk judoutövare.
Han tog OS-silver i halv tungvikt i samband med de olympiska judotävlingarna 1976 i Montréal.